# Cleocnemis punctulata
Cleocnemis punctulata är en spindelart som först beskrevs av Władysław Taczanowski 1872.  Cleocnemis punctulata ingår i släktet Cleocnemis och familjen snabblöparspindlar. Inga underarter finns listade i Catalogue of Life.